# Federazione internazionale sci e snowboard
La Federazione internazionale sci e snowboard è un'organizzazione fondata nel 1924 per promuovere la pratica delle varie specialità dello sci e coordinarne l'attività agonistica internazionale. Il suo nome ufficiale è stato, in inglese, International Ski Federation fino al 2022, quando è stato variato in International Ski and Snowboard Federation; immutato è rimasto l'acronimo con il quale è correntemente indicata, FIS (dalla denominazione francese Fédération internationale de ski).
La FIS è un'associazione di federazioni nazionali che nel 2018 ha raggiunto i 135 membri; ha sede a Oberhofen am Thunersee in Svizzera e dal 2021 il suo presidente è Johan Eliasch. È il massimo riferimento mondiale, nonché l'organizzatore ufficiale dei campionati mondiali e delle Coppe del Mondo di tutte le specialità dello sci tranne il biathlon, regolato dall'International Biathlon Union.

## Storia
La Federazione internazionale sci fu fondata il 2 febbraio 1924 durante la "Settimana internazionale degli sport invernali" di Chamonix (Francia). La manifestazione, patrocinata dal Comitato Olimpico Internazionale, fu ufficialmente riconosciuta due anni dopo come I Giochi olimpici invernali. In realtà già dal 1910 esisteva una commissione internazionale dello sci, promossa da Paesi nordici (Norvegia, Svezia, Finlandia) e alpini (Francia, Svizzera, Italia), che cercava di coordinare lo sviluppo delle competizioni sportive dello sci, definendo tra l'altro i regolamenti da applicare nelle gare delle varie discipline. Durante il congresso che si svolse durante la "Settimana internazionale degli sport invernali", la commissione si trasformò nella Federazione Internazionale Sci, a cui aderirono inizialmente 14 paesi. In tale occasione fu deciso anche di adottare ufficialmente la sigla FIS come abbreviazione del nome della federazione in ogni lingua.
Inizialmente la federazione si occupò soltanto di sci nordico, cioè sci di fondo, salto con gli sci e combinata nordica. All'atto della fondazione fu stabilito che la FIS avrebbe organizzato annualmente una competizione a cui invitare sciatori di tutto il mondo: si trattava dei Campionati mondiali di sci nordico, anche se nelle prime edizioni la manifestazione ebbe nomi diversi. L'introduzione dello sci alpino, proposta nel 1928, fu approvata nel 1930. A partire dall'anno seguente, la FIS istituì anche i Campionati mondiali di sci alpino. Inizialmente le specialità alpine erano soltanto due, la discesa libera e lo slalom speciale.
Nei decenni successivi la FIS introdusse nuove gare, aprendo le competizioni anche alle donne, ma rimanendo sempre nell'ambito dello sci nordico e dello sci alpino. La svolta avvenne al Congresso FIS del 1967 a Beirut, in Libano. I membri del congresso dichiararono che «lo sport dello sci, sotto la giurisdizione della FIS, comprende tutte le forme dello sci rese possibili dalla forza muscolare e dalla gravità, sul terreno e su qualsiasi tipo di superficie artificiale o naturale». Questa decisione rese possibile negli anni seguenti l'introduzione di nuove specialità. Nel 1979 vennero riconosciuti ufficialmente dalla FIS il freestyle (o sci acrobatico) e lo sci d'erba, nel 1994 fu la volta dello snowboard; nel 2022 la FIS ha assunto, in accordo con il Comitato Paralimpico Internazionale, anche l'organizzazione dello sci alpino paralimpico, dello sci di fondo paralimpico, dello snowboard paralimpico e, in collaborazione con l'International Biathlon Union, del biathlon paralimpico.
Nel maggio 2023 è stato ufficializzato che a partire dal 2028 la FIS organizzerà un evento per colmare il vuoto degli anni senza né Mondiali né Olimpiadi: i FIS Games, che comprenderanno tutte le discipline sotto il patrocinio della federazione e si potranno svolgere in località differenzi su strutture già esistenti all'insegna della sostenibilità ambientale.

## Discipline
La FIS si occupa delle seguenti discipline sportive:
- Sci di fondo
- Salto con gli sci
- Combinata nordica
- Sci alpino
- Freestyle
- Snowboard
- Sci di velocità
- Sci d'erba
- Telemark
- Sci paralimpico
  - Sci alpino paralimpico
  - Sci di fondo paralimpico
  - Snowboard paralimpico
  - Biathlon paralimpico (in collaborazione con l'International Biathlon Union)

## Presidenti
Elenco dei presidenti passati e attuali della FIS.
| Periodo        | Nome                 | Nazionalità |
| -------------- | -------------------- | ----------- |
| 1924-1934      | Ivar Holmquist       | Svezia      |
| 1934-1951      | Nicolai Ramm Østgård | Norvegia    |
| 1951-1998      | Marc Hodler          | Svizzera    |
| 1998-2021      | Gian-Franco Kasper   | Svizzera    |
| 2021-in carica | Johan Eliasch        | Regno Unito |

## Segretari generali
Elenco dei segretari generali passati e attuali della FIS.
| Periodo        | Nome                     | Nazionalità |
| -------------- | ------------------------ | ----------- |
| 1924-1926      | Carl Nordenson           | Svezia      |
| 1926-1934      | Carl-Gustaf Hamilton     | Svezia      |
| 1934-1938      | Ingvald Smith-Kielland   | Norvegia    |
| 1938-1949      | Jakob de Rytter Kielland | Norvegia    |
| 1949-1951      | Einar Bergsland          | Norvegia    |
| 1961-1979      | Sigge Bergman            | Svezia      |
| 1978-1998      | Gian-Franco Kasper       | Svizzera    |
| 2000-2020      | Sarah Lewis              | Regno Unito |
| 2020-2021      | Philippe Gueisbuhler     | Svizzera    |
| 2021-in carica | Michel Vion              | Francia     |